# 塔拉西夫卡 (白采爾科維區)
49°48′9″N 30°30′53″E / 49.80250°N 30.51472°E
塔拉西夫卡（烏克蘭語：Тарасівка）是位於烏克蘭北部的村莊，由基辅州白采爾克瓦區的烏津市鎮負責管轄。該村始建於1918年，面積2.8平方公里，2001年人口810，人口密度每平方公里289.3人。